# ناهد جبر الله

هي ناهد جبر الله سيد أحمد، ولدت في العام 1965، درست كلية العلوم بجامعه الخرطوم  وهي ناشطة نسوية سودانية ومدافعة عن حقوق الانسان ومهتمة بملف المرأة والطفل.
عضوية اللجان: 
تم تعيينها في 19 أكتوبر 2020م من قبل وزير العدل 
السوداني نصر الدين عبدالبارئ في لجنة لإعداد مشروع قانون الأحوال الشخصية للمسلمين، والجدير بالذكر أن الناشطة ناهد جبر الله ليس لها علاقة تُذكر في مجال تخصصها العلمي والأكاديمي بالقانون، الأمر الذي كان موضع نقد لاذع لها من عدد من المتابعين والمحللين والحقوقيين بالسودان حيث وُصِفت بأنها غير متخصصة في هذا العمل.

## نشاطها
عرفت ناهد جبر الله بنشاطها السياسي والاجتماعي المدافع عن حقوق الانسان والمهتم بملفات المرأة والطفل، وهي ناشطة تدير مركز سيما للتدريب وحماية المرأة والطفل الذي تعرض للمداهمات من قبل الأجهزة الأمنية وشارك مع عدة تنظيمات نسوية في محاربة العنف ضد المرأة ونظم عدة حملات في ذلك، وتعرضت بسبب نشاطها للاعتقالات التعسفية من قبل النظام البائد وجهاز الأمن والمخابرات الوطني السابق.

## انجازاتها
ترشحت ناهد جبر الله للفوز بعدد من الجوائز الإقليمية والعالمية في مجال حقوق الانسان، وفازت في العام 2018 بجائزة حقوق الإنسان المقدمة من الاتحاد الأوروبي لجهودها في الدفاع عن حقوق المرأة والطفل. ومنحت البعثة ناهد ميدالية حقوق الإنسان حيث ترشحت لها من قبل السفارة الهولندية في السودان خلال الاحتفال باليوم العالمي لحقوق الإنسان في 10 ديسمبر 2018م، وأهدت جائزتها للناجيات من العنف.